# Trigonura euthyrrhini
Trigonura euthyrrhini är en stekelart som först beskrevs av Alan Parkhurst Dodd 1921.  Trigonura euthyrrhini ingår i släktet Trigonura och familjen bredlårsteklar. Inga underarter finns listade i Catalogue of Life.